# Marathon (band)
Marathon is een Nederlands band uit Amsterdam, bestaande uit zanger en gitarist Kay Koopmans, basgitarist Nina Lijzenga en drummer Lennart van Hulst. De band brak in 2022 na het winnen van de Amsterdamse Popprijs en het spelen in de Popronde door en bracht in 2023 hun titelloze ep uit.

## Geschiedenis
Koopmans en Van Hulst zaten bij elkaar op de middelbare school en werden goed met elkaar bevriend. Op een feestje ontmoette ze Lijzenga, en geïnspireerd door hun gezamenlijke voorliefde voor het solo-werk van John Frusciante, besloten ze om samen een band te vormen. De naam werd gekozen tijdens een bandrepetitie waarbij een deel van de bandleden te laat was door de Marathon van Amsterdam. Bij liveoptredens wordt het trio bijgestaan door toetsenist Sofie Ooteman en gitarist 
Victor Dijkstra.
De band repeteerde en speelde enkele jaren in kleine locaties, voordat ze in 2021 meededen aan de Amsterdamse Popprijs. Ze plaatsten zich voor de finale, die ze april 2022 wisten te winnen. In de finale werd onder andere de band Fiep verslagen. De winst leverde de band een contract bij V2 Records op en bij dit label werd in september 2022 de eerste single Age uitgebracht. Ondertussen werden ze als 3voor12-talent geselecteerd voor de Popronde en waren ze voorprogramma voor Trupa Trupa.
In januari 2023 stond de band op Noorderslag, waar ze optraden met onder andere hun in dezelfde maand uitgebrachte single Mosquitoes & Flies. Deze single was de voorloper van de bands titelloze ep, uitgebracht op 26 mei 2023 en geproduceerd door Daan Duurland. Met hun nieuwe muziek speelde Marathon in de zomer van 2023 op verschillende Nederlandse festivals als Klomppop, Dauwpop, Best Kept Secret, Valkhof Festival, Waterpop en Misty Fields. Ook waren in 2023 ze support bij optredens van bands als Deadletter, KEG, Coach Party en Militarie Gun.
De band begon 2024 met hun single Fire, welke bij radiozender KINK werd uitgeroepen tot de Kink XL. Kort hierna begonnen ze met hun "keldertour", een grote ronde langs verschillende kleinere zalen in Nederland. Tijdens deze tour werd de single Mind uitgebracht. Ondertussen begon de band ook in het buitenland op te treden. Zo stonden ze in Duitsland op het showcasefestival Mucke bei die Fische en in Engeland op The Great Escape Festival. Ze waren tevens support van Girl Scout bij hun Britse tour. In het najaar werd de single Out Of Depth uitgebracht en werd aangekondigd dat ze in 2025 hun debuutalbum Fading Image gingen uitbrengen. Hiermee werden ze geboekt voor Eurosonic en kondigden ze een Nederlandse clubtour aan.

## Muziekstijl
De eerdere muziek van de band kan worden ingedeeld in de genres shoegaze en postpunk. Vanaf de singles in 2024 hebben de bandleden georiënteerd op andere muziekstijlen en zijn er ook effecten van indierock, grunge en noiserock in hun muziek te horen. Hun muziek is onder meer vergeleken met Squid, Idles en Shame en hun inspiraties zijn onder andere John Frusciante, The Strokes, Joy Division, Oh Sees en Slowdive.

## Discografie (albums en ep's)
- Marathon (ep, 2023)